# Oscarsgalan 1974
Oscarsgalan 1974 som hölls 2 april 1974 var den 46:e upplagan av Oscarsgalan där det prestigefyllda amerikanska filmpriset Oscar delades ut till filmer som kom ut under 1973. 

## Priskategorier

### Bästa film
Vinnare:
Blåsningen - Tony Bill, Michael Phillips, Julia Phillips (Julia Phillips  blev första kvinnliga producent att vinna Oscar för bästa film)
Övriga nominerade:
Sista natten med gänget - Francis Ford Coppola, Gary Kurtz
Viskningar och rop - Ingmar Bergman
Exorcisten - William Peter Blatty
Kärlek börjar med kast - Melvin Frank

### Bästa manliga huvudroll
Vinnare:
Save the Tiger - Jack Lemmon
Övriga nominerade:
Sista tangon i Paris - Marlon Brando
Det hårda straffet - Jack Nicholson
Serpico - Al Pacino
Blåsningen - Robert Redford

### Bästa kvinnliga huvudroll
Vinnare:
Kärlek börjar med kast - Glenda Jackson (närvarade inte vid ceremonin)
Övriga nominerade:
Exorcisten - Ellen Burstyn
Sjömannen och gatflickan - Marsha Mason
Våra bästa år - Barbra Streisand
Önskningar och drömmar - Joanne Woodward

### Bästa manliga biroll
Vinnare:
Paper Chase - betygsjakten - John Houseman
Övriga nominerade:
Bang the Drum Slowly - Vincent Gardenia
Save the Tiger - Jack Gilford
Exorcisten - Jason Miller
Det hårda straffet - Randy Quaid

### Bästa kvinnliga biroll
Vinnare:
Paper Moon - Tatum O'Neal
Övriga nominerade:
Exorcisten - Linda Blair
Sista natten med gänget - Candy Clark
Paper Moon - Madeline Kahn
Önskningar och drömmar - Sylvia Sidney

### Bästa regi
Vinnare:
Blåsningen - George Roy Hill
Övriga nominerade:
Viskningar och rop - Ingmar Bergman
Sista tangon i Paris - Bernardo Bertolucci
Exorcisten - William Friedkin
Sista natten med gänget - George Lucas

### Bästa manus efter förlaga
Vinnare:
Exorcisten - William Peter Blatty
Övriga nominerade:
Det hårda straffet - Robert Towne
Paper Chase - betygsjakten - James Bridges
Paper Moon - Alvin Sargent
Serpico - Waldo Salt, Norman Wexler

### Bästa originalmanus
Vinnare:
Blåsningen - David S. Ward
Övriga nominerade:
Sista natten med gänget - George Lucas, Gloria Katz, Willard Huyck
Viskningar och rop - Ingmar Bergman
Save the Tiger - Steve Shagan
Kärlek börjar med kast - Melvin Frank, Jack Rose

### Bästa foto
Vinnare:
Viskningar och rop - Sven Nykvist
Övriga nominerade:
Exorcisten - Owen Roizman
Måsen - Jack Couffer
Blåsningen - Robert Surtees
Våra bästa år - Harry Stradling Jr.

### Bästa scenografi
Vinnare:
Blåsningen - Henry Bumstead, James W. Payne
Övriga nominerade:
Broder Sol och syster Måne - Lorenzo Mongiardino, Gianni Quaranta, Carmelo Patrono
Exorcisten - Bill Malley, Jerry Wunderlich
Tom Sawyers äventyr - Philip M. Jeffries, Robert De Vestel
Våra bästa år - Stephen B. Grimes, William Kiernan

### Bästa kostym
Vinnare:
Blåsningen - Edith Head
Övriga nominerade:
Viskningar och rop - Marik Vos-Lundh
Ludwig - Piero Tosi
Tom Sawyers äventyr - Donfeld
Våra bästa år - Dorothy Jeakins, Moss Mabry

### Bästa ljud
Vinnare:
Exorcisten - Robert Knudson, Christopher Newman
Övriga nominerade:
Operation Alpha - Richard Portman, Larry Jost
Paper Chase - betygsjakten - Donald O. Mitchell, Larry Jost
Paper Moon - Richard Portman, Les Fresholtz
Blåsningen - Ronald Pierce, Robert R. Bertrand

### Bästa klippning
Vinnare:
Blåsningen - William Reynolds
Övriga nominerade:
Sista natten med gänget - Verna Fields, Marcia Lucas
Schakalen - Ralph Kemplen
Exorcisten - John C. Broderick, Bud S. Smith, Evan A. Lottman, Norman Gay
Måsen - Frank P. Keller, James Galloway

### Bästa sång
Vinnare:
Våra bästa år - Marvin Hamlisch (musik), Alan Bergman (text), Marilyn Bergman (text) för "The Way We Were".
Övriga nominerade:
Kärlek börjar med kast - George Barrie (musik), Sammy Cahn (text) för "All That Love Went to Waste".
Leva och låta dö - Paul McCartney, Linda McCartney för "Live and Let Die".
Robin Hood - George Bruns (musik), Floyd Huddleston (text) för "Love".
Sjömannen och gatflickan - John Williams (musik), Paul Williams (text) för "Nice to Be Around".

### Bästa filmmusik
Vinnare:
Våra bästa år - Marvin Hamlisch
Övriga nominerade:
Sjömannen och gatflickan - John Williams
Operation Alpha - Georges Delerue
Papillon - Jerry Goldsmith
Kärlek börjar med kast - John Cameron

### Bästa originalmusik
Vinnare:
Blåsningen - Marvin Hamlisch
Övriga nominerade:
Jesus Christ Superstar - André Previn, Herbert W. Spencer, Andrew Lloyd Webber
Tom Sawyers äventyr - Richard M. Sherman, Robert B. Sherman, John Williams

### Bästa animerade kortfilm
Vinnare:
Frank Film - Frank Mouris
Övriga nominerade:
The Legend of John Henry - Nick Bosustow, David Adams
Pulcinella - Emanuele Luzzati, Gulio Gianini

### Bästa kortfilm
Vinnare:
The Bolero - Alan Miller, William Fertik
Övriga nominerade:
Clockmaker - Richard Gayer
Life Times Nine - Pen Densham, John Watson

### Bästa dokumentära kortfilm
Vinnare:
Princeton: A Search for Answers - Julian Krainin, DeWitt Sage
Övriga nominerade:
Background - Carmen D'Avino
Paisti ag obair - Louis Marcus
Christo's Valley Curtain - Albert Maysles, David Maysles
Four Stones for Kanemitsu - Terry Sanders, June Wayne

### Bästa dokumentärfilm
Vinnare:
The Great American Cowboy - Kieth Merrill
Övriga nominerade:
Always a New Beginning - John D. Goodell
Schlacht um Berlin - Bengt von zur Mühlen
Journey to the Outer Limits - Alexander Grasshoff
Walls of Fire - Gertrude Ross Marks, Edmund Penney

### Bästa utländska film
Vinnare:
Dag som natt (Frankrike)
Övriga nominerade:
Ha-Bayit Berechov Chelouche (Israel)
Bjudningen (Schweiz)
Der Fußgänger (Västtyskland)
Turkisk konfekt (Nederländerna)

### Heders-Oscar
Henri Langlois
Groucho Marx

### Irving G. Thalberg Memorial Award
Lawrence Weingarten